# Україна (годинник)
«Україна» — український сувенірний електронний годинник-будильник. Випускався у місті Світловодськ у 1990-х.

## Історія
Після 1991, у Світловодську було випущено годинник «Україна» як модифікацію ідентичного годинника «Днепр», який випускався з 1980-х, але на відміну від останнього годинник «Україна» мав на передній панелі художній напис "Україна", кольорові деколі у вигляді Прапора України та Герба України, українські надписи над кнопками на передній панелі та штампований напис "Світловодськ" у нижній частині передньої панелі (замість напису "Електроніка" у годиннику «Днепр»).
Задня панель корпусу обох годинників має ідентичні штамповані маркування російською.
Назва заводу виробника відсутня, логотип заводу на передній панелі годинника - це другий логотоип заводу «Калькулятор» (Світловодськ),який можна знайти на НГМД та МКШ-подiбних калькуляторах, на вiдмiну вiд iнших кальуляторiв Електроніка Б3-34, Електроніка Б3-21, Б3-02, тощо, якi ведуть свою iсторiю з старого виробничого майданчика.

## Конструкція
Корпус годинника виготовлявся з пластику у кількох кольорових варіантах (як задньої так, і передньої панелей) з непрозорих пластиків . Додатково для використання як настільним годинником у комплект входила під'єднувана пластикова підставка.
Висота: 18.5 см; ширина — 16.5 см; товщина: 3—4 см.
Годинник мав 6 кнопок на передній панелі (виступають над корпусом) розташованих у два ряди:
- верхній ряд:
  - Г — години
  - Х — хвилини
  - К — контроль
  - Ч — час
- нижній ряд:
  - Б1 — будильник
  - Б2 — будильник

### Дисплей
Дисплей представлений у вигляді вакуумно-люмінесцентного індикатора з чотирма 7-сигментними цифровими індикаторами (по два на індикацію годин і хвилин) та індикаторами секундного ходу і сигналу будильника. Вікно для дисплея у корпусі має видовжену горизонтально 6-кутну форму.

### Живлення
Годинник має невід'єднуваний шнур живлення з інтегрованою вилкою для під'єднання до розеток побутової електромережі 220В/50Гц.
На задній панелі міститься відсік для батарейок з кришкою, але всередині відсіку відсутні контакти для батарейок і у деяких годинниках там натомість вміщено плавкий запобіжник.

## Цікаві факти
- Одна з версій годинника «Днепр» з панеллю з напівпрозорого червоного ("рубінового") пластику[6] була випущена у 1994.
- У 1995, було випущено ювілейну серію годинників «Днепр» до відзначення 50-річчя завершення Другої світової війни з деколлю у вигляді георгієвської стрічки[2].
- У місті Червоноград (з 2024 — Шептицький) на заводі «Зміна»[9] (ВО «ЛОРТА»), де було виготовлено ПК-01 «Львів», виготовлявся подібний український годинник-будильник «Рата» (ЯЮПИ.403231.001. ТУ[10]) з 9 кнопками (Г/Х/К/Т/Б1/Б2/В/С/Ф) на основі радіоконструктора «Старт 7231»[11]. На основі цього ж самого конструктору виготовлявся годинник-будильник «Електроніка “Старт” Кварц» у вигляді наручного годинника з ремінцями та написами російською (Ч/М/К/Т/Б1/Б2/В/С/О)[12].
- У місті Харків на заводі «Промонтажелектроніка» ("Проммэл") виготовлявся настільний мережевий годинник-будильник ПМЭ-026 з 9 кнопками в два ряди і написами російською (Ч/М/Т/О/С/К та Б1/Б2/В).
- Після 2020, компанія ТОВ "Телерадіомережа" (Харків), виробник промислових настінних годинників, випустила настінний світлодіодний годинник ЧЕ-100СЦМ-4XX-110 з Прапором України і Гербом України розміщеними на табло[13].

## Дивіться також
- Електронні годинники торгової марки «Електроніка»
- Kleynod (Київський годинниковий завод)
- Олімпік (радіоприймач)